# Krokocie (osada leśna)
Krokocie – osada leśna w Polsce położona w województwie warmińsko-mazurskim, w powiecie ełckim, w gminie Ełk.
W latach 1975–1998 leśniczówka administracyjnie należała do województwa suwalskiego.